# Saint-Jean-des-Champs
Saint-Jean-des-Champs ist eine französische Gemeinde mit 1521 Einwohnern (Stand: 1. Januar 2022) im Département Manche in der Region Normandie. Sie gehört zum Arrondissement Avranches und zum Kanton Bréhal. Die Einwohner werden Saint-Jeanais genannt. 

## Geographie
Saint-Jean-des-Champs liegt etwa neun Kilometer westlich von Granville. Umgeben wird Saint-Jean-des-Champs von den Nachbargemeinden Hudimesnil im Norden, Saint-Sauveur-la-Pommeraye im Nordosten, Folligny im Osten, La Lucerne-d’Outremer im Süden und Südosten, Saint-Pierre-Langers im Süden und Südwesten, Saint-Aubin-des-Préaux im Südwesten, Saint-Planchers im Westen sowie Coudeville-sur-Mer im Nordwesten.

## Geschichte
1973 wurden die bis dahin eigenständigen Kommunen Saint-Léger und Saint-Ursin in die Gemeinde einverleibt.

### Bevölkerungsentwicklung
| Jahr                       | 1962 | 1968 | 1975 | 1982 | 1990 | 1999 | 2006 | 2018 |
| Einwohner                  | 594  | 545  | 800  | 873  | 989  | 1116 | 1259 | 1430 |
| Quellen: Cassini und INSEE |      |      |      |      |      |      |      |      |

## Sehenswürdigkeiten
- Kirche Saint-Léger aus dem 12. Jahrhundert, Monument historique
- Kirche Saint-Jean aus dem 19. Jahrhundert, nach einem Brand 1869 wieder errichtet
- Kirche Saint-Ursin, Portal aus dem 12. Jahrhundert
- Schloss Le Pont-Roger mit Kapelle. Monument historique
- Gutshof L'Hermetière

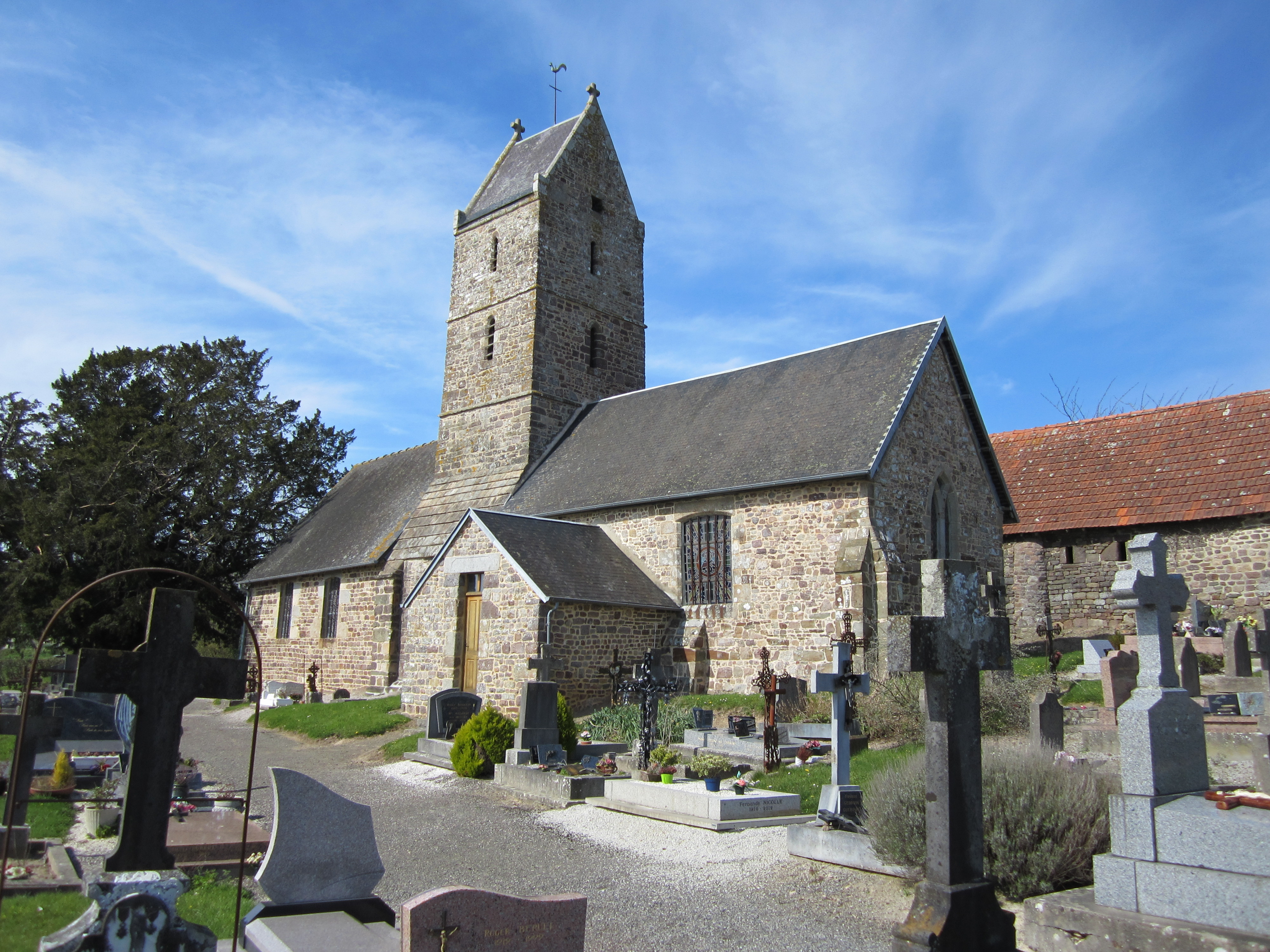
Kirche Saint-Léger
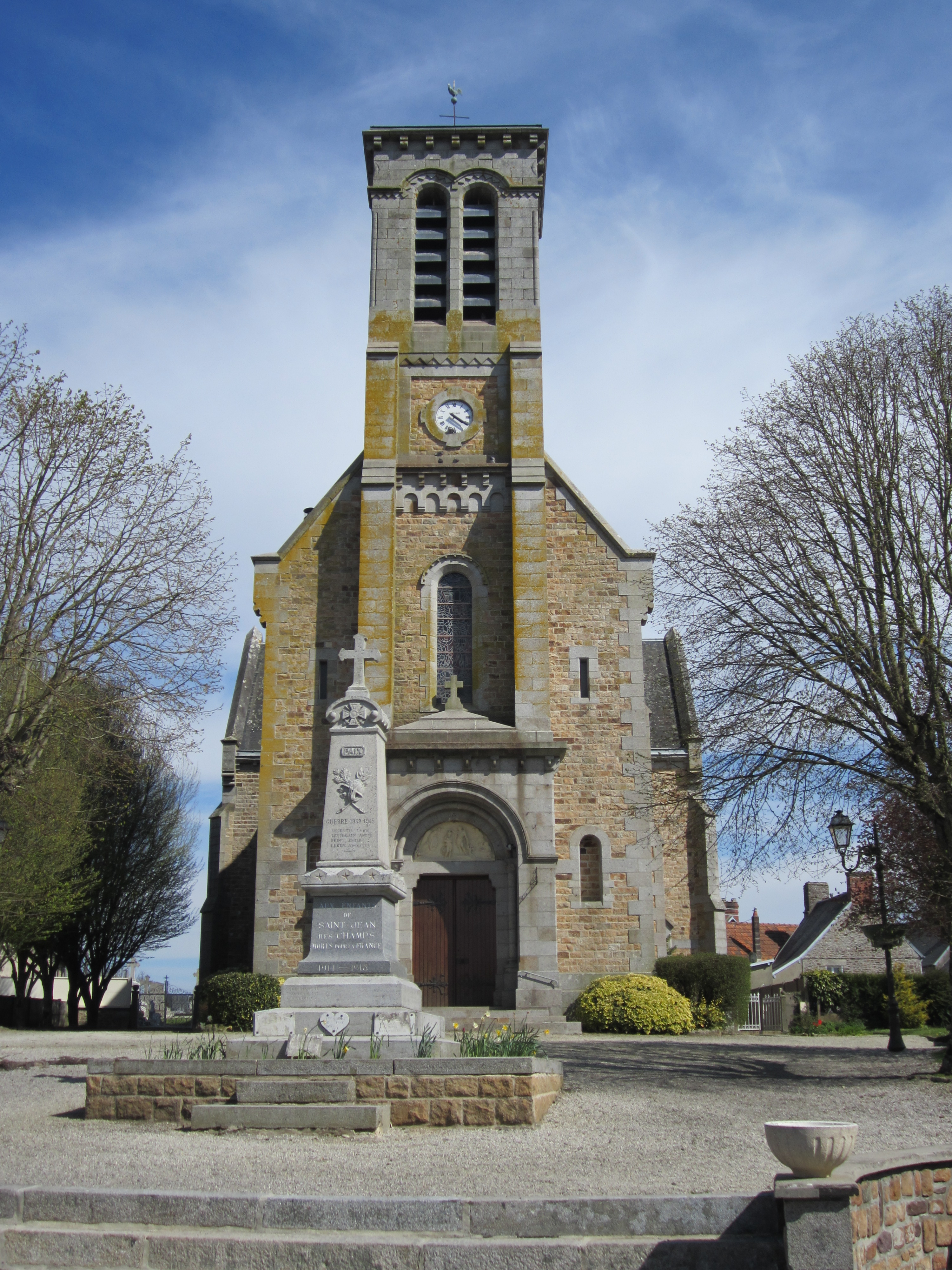
Kirche Saint-Jean
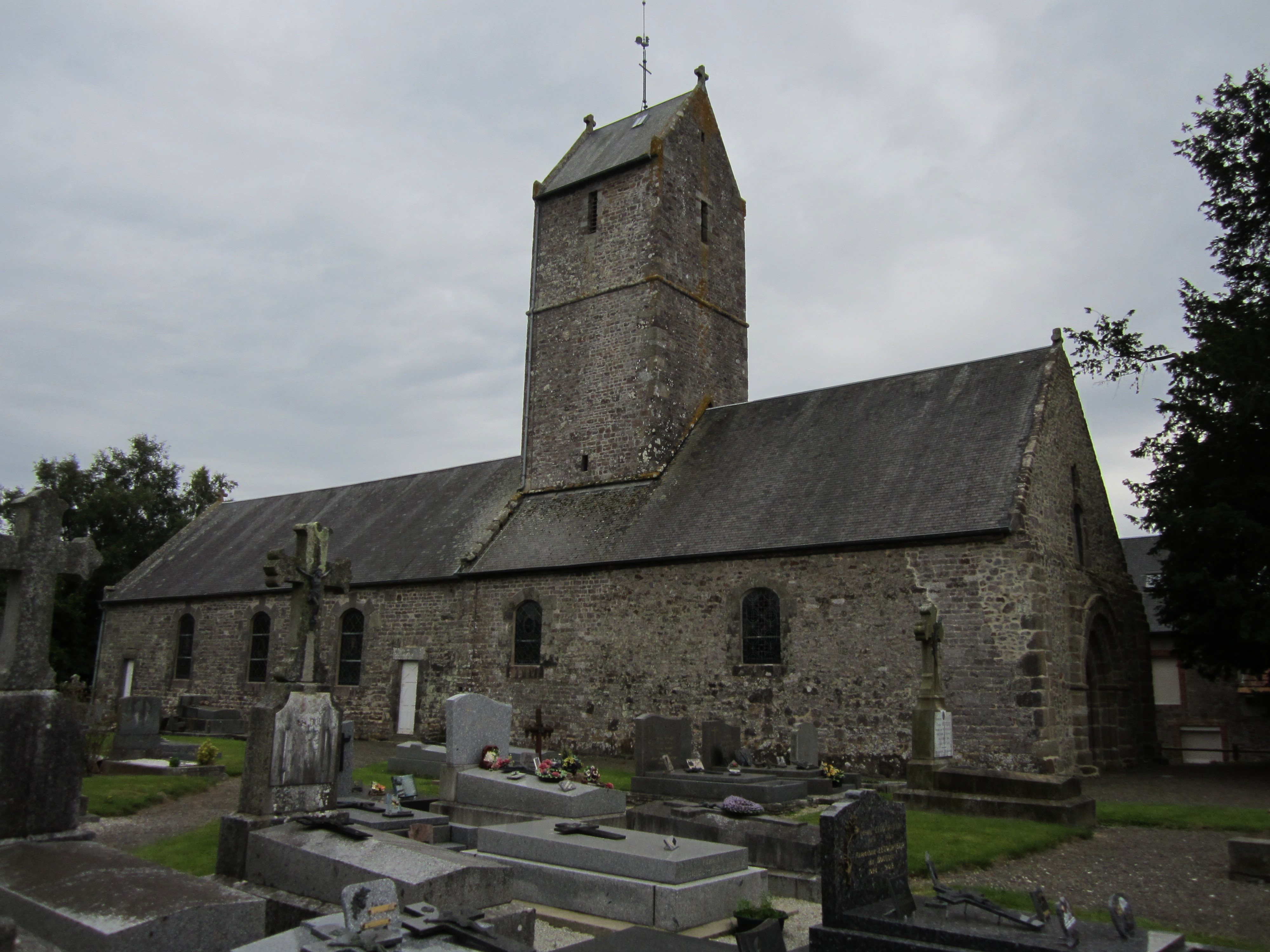
Kirche Saint-Ursin

## Gemeindepartnerschaft
Mit der schweizerischen Gemeinde Val-d’Illiez im Kanton Wallis besteht seit 1993 eine Partnerschaft.

## Persönlichkeiten
- Paul Decauville (1846–1922), Industrieller und Politiker